# 相生市立相生小学校
相生市立相生小学校（あいおいしりつ あいおいしょうがっこう）は、兵庫県相生市川原町にある公立小学校。2020年（令和2年）4月9日現在の児童数は37名となっている。

## 沿革
出典
- 1872年（明治5年） - 相生村に民家を活用した相生小学校の設置。
- 1882年（明治15年） - 赤穂郡第8番学区相生小学校と改称。
- 1884年（明治17年） - 赤穂郡第2番学区八洞小学校相生分校と改称。
- 1887年（明治20年） - 相生尋常小学校と改称。
- 1897年（明治30年） - 相生尋常高等小学校と改称。
- 1933年（昭和8年） - 給食調理室設置。
- 1941年（昭和16年） - 国民学校令により、赤穂郡相生町立相生国民学校と改称。
- 1942年（昭和17年）10月1日 - 相生町の市制施行より、相生市立相生国民学校と改称。
- 1947年（昭和22年） - 学制改革により、相生市立相生小学校と改称。
- 1951年（昭和26年） - 完全給食実施。双葉小学校へ古池・那波野地区児童転校。
- 1954年（昭和29年） - 旭小学校へ旭地区児童転校。
- 1967年（昭和42年） - 児童保育「こばと学級」開設。
- 1972年（昭和47年） - 開校100年祭記念行事開催。
- 1989年（平成元年） - 葛の種集め大作戦、ペーロン船乗船体験の開始。
- 1999年（平成11年） - 校庭のユウカリノキが、市天然記念物に指定される。
- 2001年（平成13年） - 保幼小中合同ペーロン船体験乗船の実施。
- 2013年（平成25年）1月 - 市の天然記念物ユウカリノキ倒木。
- 2022年（令和4年）11月26日 - 創立150周年記念式典挙行。

## 通学区域
出典
- 相生（1丁目～5丁目）、大谷町、川原町、野瀬、鰯浜、坪根、葛ケ浜

## 学校周辺
- 相生市立相生幼稚園 - 連絡通路を通じて建物が繋がっているが、2022年4月から休園となる[4]。
- 大谷川
- 荒神社
- 上町公民館

## アクセス
- ウエスト神姫「50」・「62」・「63」・「66」の各系統で、「相生港（なぎさホール前）」バス停下車後、徒歩約525m・約8分。
- JR相生駅から、上述のウエスト神姫で、「相生港（なぎさホール前）」バス停下車後、徒歩。

## 通学区域が隣接している学校
- 相生市立青葉台小学校 （海を挟んで隣接。）
- 相生市立中央小学校
- 相生市立双葉小学校
- たつの市立河内小学校
- たつの市立御津小学校